# Pavel Bardin
Pavel Bardin (russisk: Па́вел Га́рриевич Ба́рдин) (født 10. oktober 1975 i Moskva i Sovjetunionen) er en russisk filminstruktør og manuskriptforfatter.

## Filmografi
- Rossija 88 (Россия 88, 2009)[1][2]